# Savoia-Marchetti SM.62

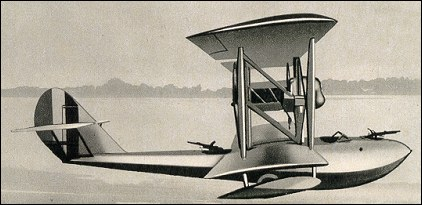

Savoia-Marchetti SM.62 là một loại tàu bay tuần tra biển của Ý, được sản xuất từ năm 1926.

## Biến thể
SM.59, 1925
SM.59bis
SM.59P
SM.62, 1926
SM.62P
SM.62bis, 1927
SM.62ter
SM.78, 1932
MBR-4

## Quốc gia sử dụng
Italy
 Nhật Bản
 România
- Không quân Hoàng gia Romania

 Cộng hòa Tây Ban Nha
- Không quân Cộng hòa Tây Ban Nha

 Tây Ban Nha
- Không quân Tây Ban Nha

 Liên Xô
- Không quân Hải quân Liên Xô

## Tính năng kỹ chiến thuật (SM.62)
Dữ liệu lấy từ The Encyclopedia of World Aircraft 
Đặc điểm tổng quát
- Kíp lái: 4
- Chiều dài: 12,26 m (40 ft 2¾ in)
- Sải cánh: 16,66 m (54 ft 8 in)
- Chiều cao: 4,19 m (13 ft 9 in)
- Diện tích cánh: 69,5 m² (748 ft²)
- Trọng lượng rỗng: 2.630 kg (5.798 lb)
- Trọng lượng cất cánh tối đa: 5.030 kg (11.089 lb)
- Động cơ: 1 × Isotta Fraschini Asso 750, 634 kW (850 hp)

 Hiệu suất bay 
- Vận tốc cực đại: 220 km/h (119 kn, 137 mph)
- Tầm bay: 2.000 km (1.081 nmi, 1.243 mi)
- Trần bay: 4.900 m (16.075 ft)

Trang bị vũ khí

- 4 × súng máy 7,7 mm (.303 in)
- 600 kg (1.323 lb) bom.